# Rhodi(III) bromide
Rhodi(III) bromide là một hợp chất vô cơ có công thức hóa học RhBr3. Nó thường được mô tả dưới dạng hydrat RhBr3·nH2O, trong đó n = 0 hoặc xấp xỉ 3. Cả hai dạng đều là chất rắn màu nâu. Hydrat tan trong nước và các alcohol chứa ít carbon. Nó được sử dụng để điều chế phức chất rhodi(III) bromide. Các loại rhodi(III) bromide có tính chất tương tự như rhodi(III) chloride, nhưng ít thu hút được sự chú ý về mặt học thuật hoặc thương mại.

## Cấu trúc
Rhodi(III) bromide có cấu trúc tinh thể giống nhôm chloride.

## Phản ứng
Rhodi(III) bromide là nguyên liệu ban đầu để tổng hợp các rhodi halide khác. Ví dụ, nó phản ứng với brom trifluoride để tạo thành rhodi(IV) fluoride và với kali iodide trong nước để tạo thành rhodi(III) fluoride. Giống như hầu hết các hợp chất rhodi(III) halide khác, RhBr3 khan không hòa tan trong nước. Dihydrat RhBr3·2H2O tạo thành khi kim loại rhodi phản ứng với acid chlorhydric và brom.

## Hợp chất khác
RhBr3 còn tạo một số hợp chất với NH3, như:
- RhBr3·3NH3 là chất rắn màu vàng nhạt, D = 2,41 g/cm³;[6]
- trans-RhBr3·4NH3 là tinh thể màu cam[7];
- RhBr3·5NH3 là tinh thể màu vàng, không tan trong nước lạnh, alcohol và acid bromhydric[8];
- RhBr3·6NH3 là chất rắn màu trắng.[9]